# Яков'як Віктор Петрович
Ві́ктор Петро́вич Яков'я́к (нар. 9 серпня 1988, с. Голосків, Коломийський район, Івано-Франківська область, Українська РСР — пом. 29 травня 2014, м. Слов'янськ, Донецька область, Україна) — український правоохоронець, спецпризначенець, старший сержант міліції.

## Життєпис
Народився 1988 року в селі Голосків на Коломийщині, у багатодітній сільській родині, був четвертим з п'яти дітей. Один із старших братів Віктора — працівник міліції. 2006 року закінчив Івано-Франківський професійний будівельний ліцей, де здобув спеціальність столяр будівельний, паркетник. По тому працював охоронцем. Займався легкою атлетикою.
З квітня 2007 по квітень 2008-го проходив строкову військову службу на посаді стрільця київської окремої конвойної бригади Внутрішніх військ МВС України, в/ч 3066.
З 26 травня 2009 року проходив службу в органах внутрішніх справ, міліціонер окремої роти міліції особливого призначення «Беркут» УМВС України в Івано-Франківській області.
Під час подій Революції Гідності взимку 2013—2014 виконував завдання з охорони громадського порядку на вулицях Києва. Йому батько тоді сказав: «якщо піднімеш руку на українців — не пробачу, роби що хочеш, хоч рапорт пиши, але беззбройних людей не бий». Він дав батькові слово і дотримав його.
З березня 2014 року, після розформування «Беркута», — міліціонер спеціальної роти міліції УМВС України в Івано-Франківській області. З квітня брав участь в антитерористичній операції на сході України.
29 травня 2014 року Віктор Яков'як разом з іншими бійцями івано-франківської спецроти міліції мав повертатись із зони проведення АТО на відпочинок. Близько 12:30, гелікоптер Мі-8МТ (борт «16») Національної гвардії України, на борту якого перебували прикарпатські правоохоронці, після злету з майданчику на горі Карачун, був обстріляний із лісосмуги та підбитий терористами з ПЗРК. Під час падіння вибухнули паливні баки. Внаслідок події загинуло 12 чоловік: шість військовослужбовців Національної гвардії, серед яких двоє членів екіпажу і генерал-майор Сергій Кульчицький, та шість представників спецпідрозділу МВС України з Прикарпаття: старші лейтенанти міліції Петро Безпалько і Василь Семанюк, старший прапорщик Володимир Шарабуряк, прапорщик Володимир Лисенчук, старший сержант Віктор Яков'як і старшина Петро Остап'юк. Вижив лише штурман екіпажу Олександр Макеєнко, який впав на дерева до падіння вертольота.
1 червня в Івано-Франківську прощались із загиблими правоохоронцями, на громадянську панахиду прийшли кілька тисяч іванофранквців, весь особовий склад прикарпатської міліції, керівництво міста та області. 2 червня Віктора Яков'яка поховали на кладовищі рідного села.
Залишились батьки-пенсіонери, дві сестри та два брати.

## Нагороди
20 червня 2014 року, за особисту мужність і героїзм, виявлені у захисті державного суверенітету та територіальної цілісності України, вірність військовій присязі та незламність духу, нагороджений орденом «За мужність» I ступеня (посмертно).

## Вшанування пам'яті
- 14 листопада 2014 на Донеччині поблизу Слов'янська було урочисто відкрито і освячено перший меморіал жертвам «неоголошеної війни» на сході Україні — пам'ятний хрест, встановлений неподалік від місця, де впав збитий терористами вертоліт Мі-8МТ.[8]
- 28 грудня 2014 на вшанування пам'яті Віктора в Голоскові відкрито меморіальну дошку неподалік сільської школи та капличку біля батьківського будинку[9][1].
- 21 листопада 2017 в Івано-Франківському професійному будівельному ліцеї відбулося урочисте відкриття меморіальної дошки на честь випускника ліцею Віктора Яков'яка[10].